# Роазио
Роазио (итал. Roasio) је насеље у Италији у округу Верчели, региону Пијемонт.
Према процени из 2011. у насељу је живело 2462 становника. Насеље се налази на надморској висини од 287 м.

## Становништво
Према резултатима пописа становништва 2011. у општини је живело 2.465 становника.
| 1931. | 1936. | 1951. | 1961. | 1971. | 1981. | 1991. | 2001. | 2011. |
| ----- | ----- | ----- | ----- | ----- | ----- | ----- | ----- | ----- |
| 3.003 | 2.688 | 2.717 | 2.588 | 2.438 | 2.630 | 2.495 | 2.462 | 2.465 |